# Distretto di Hôh mor't
Il distretto di Hôh mor't è uno dei diciotto distretti (sum) in cui è suddivisa la provincia del Gov'-Altaj, in Mongolia. Si estende su una superficie di km² e conta una popolazione di 2.461  abitanti (censimento 2009).